# Władysław Gomułka
Władysław Gomułka (født 6. februar 1905 i Krosno, Polen, død 1. september 1982 i Warszawa) var en polsk, kommunistisk politiker og førstesekretær i Polska Zjednoczona Partia Robotnicza.
Han begyndte som aktiv i fagbevægelsen, og blev medlem af Komunistyczna Partia Polski i 1926. Efter at have afsonet et 2 år lang fængselsstraf grundet sin revolutionære politiske virksomhed rejste han i 1934 til Moskva, hvor han boede et år og blev kommunistisk skolet. Tilbage i Polen i 1935 blev han atter arresteret og sad fængslet det meste af tiden frem til 2. verdenskrig. 
Efter krigens udbrud endte han i den sovjetisk besatte del af landet og blev dermed løsladt. Han var under krigen aktiv i den kommunistiske modstandsbevægelse og blev en af de vigtigste repræsentanter for de polske kommunister, og i 1943 overbeviste han Josef Stalin om, at et polsk kommunistparti måtte genoprettes. Han deltog derefter i opbygningen af Polska Partia Robotnicza og blev efter to andre partifunktionærers død valgt til partiets generalsekretær. Gomułka var vicestatsminister i den midlertidige regering for Republikken Polen (Rząd Tymczasowy Rzeczypospolitej Polskiej) fra januar til juni 1945, og i den midlertidige nationale enhedsregering fra fra juni 1945 til 1947, hvor han havde ansvaret for de genvundne områder og genbefolkningen af dem. Han deltog i manipulationen af folkeafstemningen 3xTAK i 1946 og parlamentsvalget i 1947, og blev, som han selv udtrykte det, "Polens hegemon". Gomułka kom imidlertid på konfrontationskurs med den mest stalinistiske fløj i partiet, der talte Bolesław Bierut, Hilary Minc og Jakub Berman, som i 1948 med Moskvas velsignelse styrtede Gomułka. Han blev fordømt og beskyldt for at være højrenationalist, udvist af partiet og fængslet mellem 1951 og 1954. 
Efter Bieruts død og den begyndende afstalinisering i 1956 blev han politisk rehabiliteret og valgt til partiets førstesekretær. I begyndelsen nød han stor opbakning grundet sine reformer og løfter om at skabe en polsk vej indenfor socialismen, der bl.a. indebar afvikling af de kollektive landbrug og større politisk frihed. Gomułkas iver efter økonomiske reformer aftog imidlertid hurtigt, og Gomułka bukkede i stigende grad under for Sovjets pres. I begyndelsen af 1960'erne indledte han en skærpet undertrykkelse af kritiske intellektuelle og ikke mindst af den katolske kirke. I 1968 deltog han i Warszawa-pagt-landenes invasion af Tjekkoslovakiet for at slå hårdt ned på foråret i Prag, og senere samme år igangsatte han en massiv antisemitisk kampagne, der fik næsten alle jøder til at forlade Polen. Kampagnen blev anset for at være Østblokkens svar på Seksdageskrigen. I december 1970 udbrød der demonstrationer, som blev blodigt slået ned. Flere demonstrerende arbejdere blev skudt og dræbt. Det medførte, at Gomułka til sidst blev afsat af partiet og erstattet af Edward Gierek som førstesekretær.